# Willie Garson

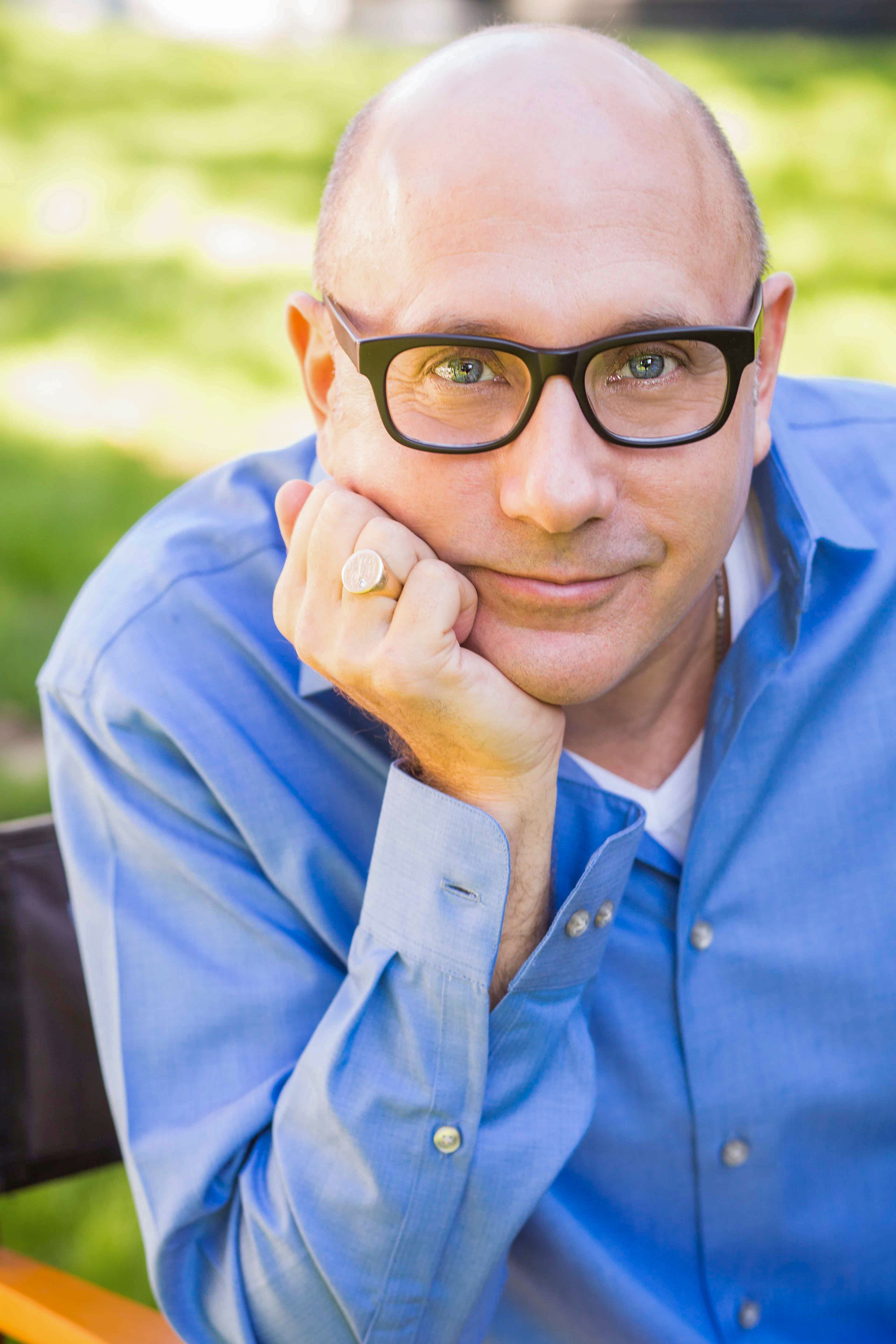
Willie Garson (2018)

Willie Garson (* 20. Februar 1964 als William Garson Paszamant in Highland Park, New Jersey; † 21. September 2021) war ein US-amerikanischer Schauspieler. Er wurde vor allem durch seine Rollen als Stanford Blatch in Sex and the City und Teddy „Mozzie“ Winters in White Collar bekannt.

## Leben

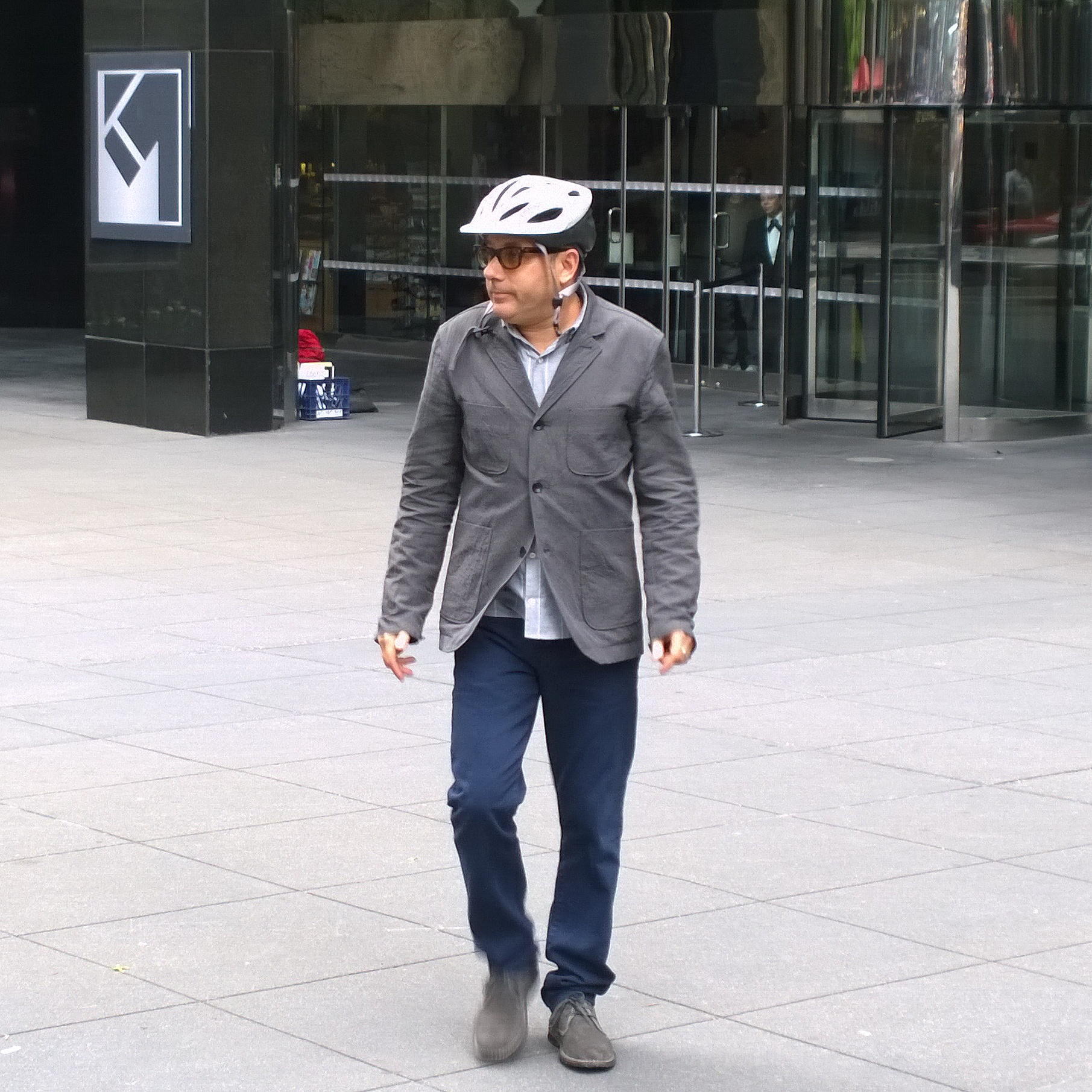
Garson bei Dreharbeiten zu White Collar in New York

Vor seiner Tätigkeit als Schauspieler studierte Garson an der Wesleyan University und er absolvierte die Yale Drama School. Seine erste Rolle bekam er Mitte der 1980er Jahre für das US-amerikanische Fernsehen. Er übernahm vornehmlich kleine Nebenrollen in verschiedenen Fernsehserien, und ab und an spielte er auch in TV-Filmen mit. In den 1990er Jahren sowie zu Beginn des 21. Jahrhunderts wirkte er an verschiedenen größeren Produktionen mit: 1993 war er in Real Love sowie Und täglich grüßt das Murmeltier zu sehen, 1999 wirkte er an der Seite von Christopher Lambert in Die Festung II: Die Rückkehr mit, 2003 war er in Freaky Friday – Ein voll verrückter Freitag zu sehen und 2006 folgte eine Rolle in The TV Set. Unter Regie der Farrelly-Brüder spielte er Nebenrollen in deren Komödien Kingpin (1996), Verrückt nach Mary (1998) und Ein Mann für eine Saison (2005).
Seinen Durchbruch als Schauspieler hatte er mit der Rolle des Stanford Blatch in der Fernsehserie Sex and the City. In dieser Rolle war er in den Jahren 1998 bis 2004 in insgesamt 28 Folgen zu sehen. 2008 stellte er erneut Blatch im Sex-and-the-City-Kinofilm sowie 2010 auch in dessen Fortsetzung Sex and the City 2 dar. Ab 2009 war er in der Fernsehserie White Collar als Teddy „Mozzie“ Winters zu sehen.
Willie Garson starb im September 2021 noch während der Dreharbeiten zur Sex-and-the-City-Nachfolgeserie And Just Like That … im Alter von 57 Jahren an Bauchspeicheldrüsenkrebs, weshalb er nur in den ersten drei Folgen zu sehen ist. Garson hinterlässt einen 2009 adoptierten Sohn.

## Filmografie (Auswahl)
- 1986: Cheers (Fernsehserie, Folge 5x02)
- 1989: Die Wilde von Beverly Hills (Troop Beverly Hills)
- 1989, 1992: Zurück in die Vergangenheit (Quantum Leap, Fernsehserie, 3 Folgen)
- 1990: Rivalen (Across the Tracks)
- 1992: Jack Ruby – Im Netz der Mafia (Ruby)
- 1993: Real Love (Untamed Heart)
- 1993: Und täglich grüßt das Murmeltier (Groundhog Day)
- 1993: Das Kainsmal des Todes (Daybreak, Fernsehfilm)
- 1994: Sprachlos (Speechless)
- 1995, 1999: Akte X – Die unheimlichen Fälle des FBI (The X-Files, Fernsehserie, 2 Folgen)
- 1996: Ein Hauch von Himmel (Touched By An Angel, Fernsehserie, Folge 2x19)
- 1996: Mars Attacks!
- 1996: The Rock – Fels der Entscheidung (The Rock)
- 1996–1999: New York Cops – NYPD Blue (NYPD Blue, Fernsehserie, 7 Folgen)
- 1997: Practice – Die Anwälte (The Practice, Fernsehserie, 2 Folgen)
- 1997–1998: Melrose Place (Fernsehserie, 2 Folgen)
- 1997–1998: Ally McBeal (Fernsehserie, 2 Folgen)
- 1998: Star Trek: Raumschiff Voyager (Star Trek: Voyager, Fernsehserie, Folge 5x09)
- 1998: Verrückt nach Mary (There’s Something About Mary)
- 1998: Buffy – Im Bann der Dämonen (Buffy the Vampire Slayer, Fernsehserie, Folge 2x18)
- 1998–2004: Sex and the City (Fernsehserie, 27 Folgen)
- 1999: Die Festung II: Die Rückkehr (Fortress 2: Re-Entry)
- 1999: Being John Malkovich
- 1999: Friends (Fernsehserie, Folge 5x15)
- 2000: Chaos City (Spin City, Fernsehserie, Folge 5x05)
- 2000: Good Vibrations – Sex vom anderen Stern (What Planet Are You From?)
- 2000–2001, 2006: Stargate – Kommando SG-1 (Stargate SG-1, Fernsehserie, 3 Folgen)
- 2001–2002: Special Unit 2 – Die Monsterjäger (Special Unit 2, Fernsehserie, 2 Folgen)
- 2002: Taken (Miniserie, 2 Folgen)
- 2003: Freaky Friday – Ein voll verrückter Freitag (Freaky Friday)
- 2003: CSI: Den Tätern auf der Spur (CSI: Crime Scene Investigation, Fernsehserie, Folge 4x05)
- 2004: Monk (Fernsehserie, Folge 3x02)
- 2005: Solange du da bist (Just Like Heaven)
- 2005: Ein Mann für eine Saison (Fever Pitch)
- 2005: Little Manhattan
- 2006: Las Vegas (Fernsehserie, Folge 3x12)
- 2006: CSI: Miami (Fernsehserie, 2 Folgen)
- 2007: John from Cincinnati (Fernsehserie, 10 Folgen)
- 2008: Sex and the City – Der Film (Sex and the City: The Movie)
- 2009: (K)ein bisschen schwanger (Labor Pains)
- 2009: Medium – Nichts bleibt verborgen (Medium, Fernsehserie, Folge 5x18)
- 2009: Pushing Daisies (Fernsehserie, Folge 2x11)
- 2009–2014: White Collar (Fernsehserie, 80 Folgen)
- 2010: Sex and the City 2
- 2012: Hot in Cleveland (Fernsehserie, Folge 3x08)
- 2013: Two and a Half Men (Fernsehserie, Folge 10x14)
- 2014: Franklin & Bash (Fernsehserie, Folge 4x02)
- 2015–2020: Hawaii Five-0 (Fernsehserie, 9 Folgen)
- 2016: Trust Fund
- 2016: Detective Laura Diamond (The Mysteries of Laura, Fernsehserie, Folge 2x10)
- 2017: Der Polkakönig (The Polka King)
- 2017: Feed
- 2019: 7 Days to Vegas
- 2019: A Christmas Wish (Fernsehfilm)
- 2019: Magnum P.I. (Fernsehserie, Folge 2x10)
- 2019–2020: Supergirl (Fernsehserie, 3 Folgen)
- 2020: The Bellmen
- 2020: Magic Camp
- 2021: Before I Go
- 2021: And Just Like That … (Fernsehserie, 3 Folgen)